# 桐原町
桐原町（きりはらちょう）は、神奈川県藤沢市にある地名。ほぼ全域が桐原工業団地にあたり、住民は居ない。

## 地理
藤沢市の北部に位置する。藤沢市の北部工業開発計画により区画整理された工業地帯で、大半は桐原工業団地に属する。北部には市のリサイクルプラザ藤沢や桐原環境事業所など市の組織が立地する。
北はいすゞ自動車藤沢工場と隣接し、藤沢市北部の工業地帯として一体化している。東の円行、西と南の石川は近年住宅地・市街地として発展しつつある。

### 桐原工業団地
事業主体は藤沢市。面積は544,800平方メートル、20社が立地する。全域が工業専用地域である。
- 主な企業[8]
  - ㈱日立グローバルストレージテクノロジーズ 藤沢事業所
  - シロキ工業㈱ 藤沢工場
  - ㈱アイメス 本社
  - ㈱オシキリ 本社・湘南工場
  - 日本ギア工業㈱ 藤沢工場
  - オイレス工業㈱ 本社・藤沢事業場
  - 日本精工㈱ 藤沢工場桐原棟
  - AKS東日本㈱ 本社・藤沢工場
  - 鈑金工業㈱ 本社・工場
  - 佐藤商事㈱ 神奈川支店
  - 神奈川コイルセンター
  - フジオーゼックス㈱ 藤沢工場
  - 東邦精機㈱ 藤沢工場
  - ㈱セイミツ 藤沢工場
  - 神峯電子㈱ 本社・工場

## 歴史
平安時代末期、鎌倉党の大庭氏の支流に「桐原氏」の名が見える。桐原氏は現在の桐原町が本貫であるという説がある。
藤沢市の北部工業開発計画で、桐原工業団地の造成と同時に石川・円行両地域の一部が分離して成立した。
工業団地造成前は「轡が窪」と呼ばれた窪地があり蹄鉄が営まれた。
石川 (藤沢市)#歴史、円行 (藤沢市)#歴史の頁も参照のこと。

### 沿革
- 1966年（昭和41年）10月29日 - 北部工業団地造成事業が完了[10]。桐原町設置[4]。
- 1967年（昭和42年）3月28日 - 桐原工業団地完成。21社が進出[4]。
- 1967年（昭和42年）4月1日 - 桐原公園開園[4]。
- 2014年 (平成26年) 4月1日 - リサイクルプラザ藤沢に環境啓蒙施設オープン[11]。

### 地名の変遷
| 実施後 | 実施年月日     | 実施前（各地名ともその一部） |
| ------ | -------------- | ---------------------------- |
| 桐原町 | 1966年10月29日 | 石川                         |
| 桐原町 | 1966年10月29日 | 円行                         |

## 事業所
2021年（令和3年）現在の経済センサス調査による事業所数と従業員数は以下の通りである。
| 町丁   | 事業所数 | 従業員数 |
| ------ | -------- | -------- |
| 桐原町 | 48事業所 | 3,375人  |

### 事業者数の変遷
経済センサスによる事業所数の推移。
| 年                 | 事業者数 |
| ------------------ | -------- |
| 2016年（平成28年） | 46       |
| 2021年（令和3年）  | 48       |

### 従業員数の変遷
経済センサスによる従業員数の推移。
| 年                 | 従業員数 |
| ------------------ | -------- |
| 2016年（平成28年） | 3,623    |
| 2021年（令和3年）  | 3,375    |

## 交通

### 鉄道
当地を通る鉄道路線はない。最寄り駅は湘南台駅。

### バス
- 神奈川中央交通

### 道路
- 神奈川県道403号菖蒲沢戸塚線
- 都市計画道路 石川下土棚線

## 施設
- 藤沢市役所 桐原環境事業所
- リサイクルプラザ藤沢[14]
- 桐原公園